# Chyliński
Chyliński – polski herb szlachecki, odmiana herbu Jastrzębiec.

## Opis herbu
Opis zgodnie z klasycznymi regułami blazonowania:
W polu czerwonym w środku podkowy złotej  barkiem w dół - krzyż kawalerski złoty. Nad hełmem w koronie jastrząb barwy naturalnej z dzwonkiem złotym u lewej łapy, w prawej trzymający podkowę i krzyż jak na tarczy.

## Herbowni
Chileński, Chiliński, Cheliński, Chyliński.
- Kajetan Chyliński – sędzia
- Michał Chyliński – dziennikarz
- Władysław Chyliński – urzędnik